# Xianbei

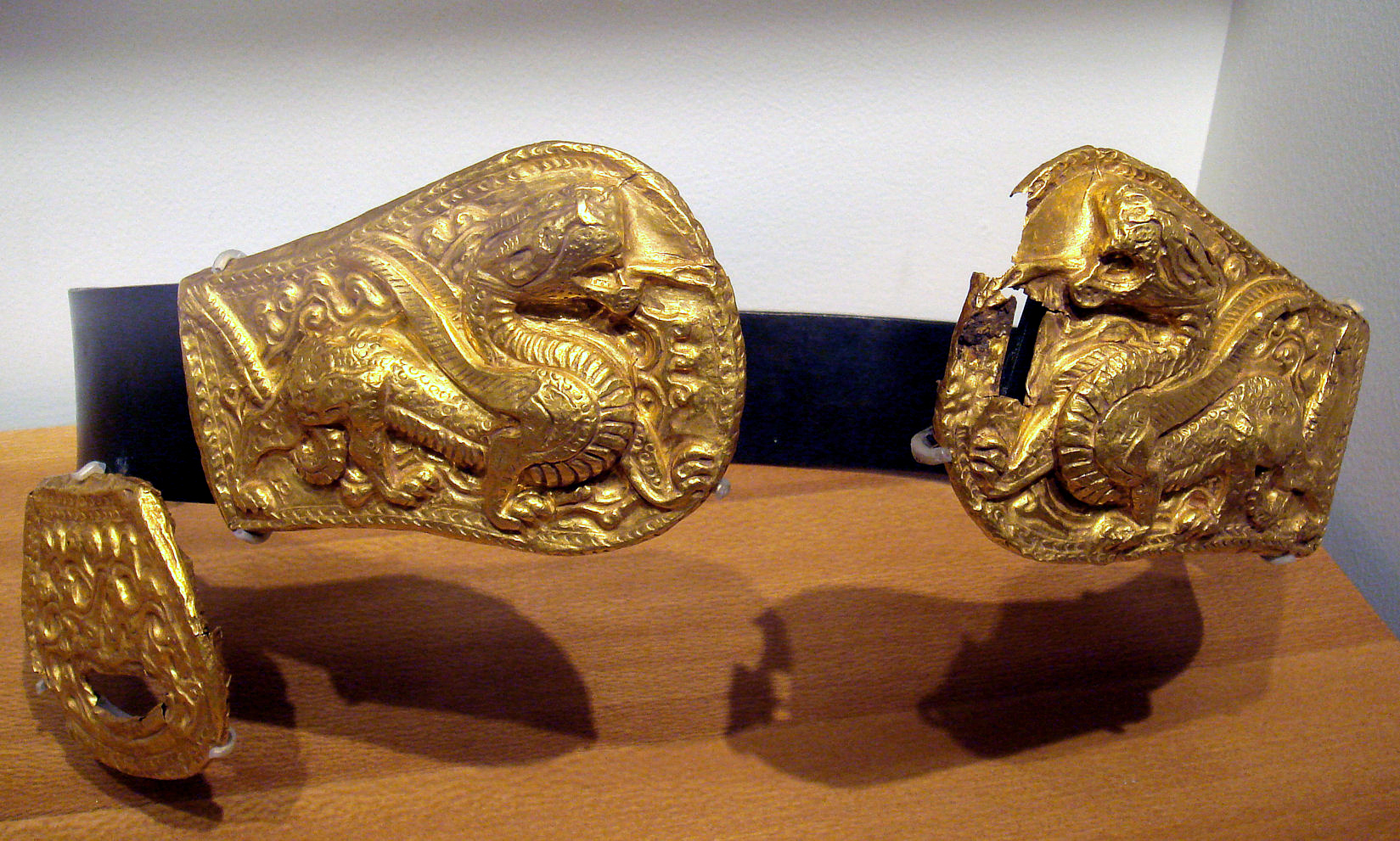
Bältspännen från Xianbei, 3-400 år f.Kr.

Xianbei (traditionell kinesiska: 鮮卑?, förenklad kinesiska: 鲜卑?, pinyin: Xiānbēi) var den största och viktigaste federationen av nomadstammar under Jindynastin och i de nordliga dynastierna (under de sydliga och nordliga dynastiernas tid). De stammar som tillhörde Xianbei levde på stäppen norr om Kina.
Federationens och de ingående stammarnas ursprung har diskuterats av historiker. Enligt traditionell historieskrivning har Xianbei räknats till "barbarerna" i Östra Hu och de sågs som släktingar till Wuhuan-folket. Det finns även senare lingvistiska och etniska teorier om att Xianbei skulle skulle utgöra proto-mongoler, medan andra menar att de var proto-turkar.
Det var ett flertal stammar som utgjorde federationen, där särskilt tuoba-stammen hade stora politiska framgångar och var de som grundade Norra Wei-riket. Andra viktiga stammar inom Xianbei var Murong (慕容), Duan (段) och Yuwen (宇文).
Xianbei besegrade de nordliga Xiongnu-stammarna år 87 och bodde därpå i nuvarande Mongoliet. De var av stor politisk och militär betydelse i den kinesiska historien fram till 200-talets senare hälft.
Xianbei blev en del av Xiongnu på den Eurasiska stäppen, men när Handynastin krossade Xiongnu allierade sig Xianbei med Han.
Under perioden De sexton kungadömena grundade Xianbei flera riken såsom Dai (315–376), Tidigare Yan (337–370), Västra Yan (384–394), Senare Yan (384–409), Södra Yan (398–410), Västra Qin (385–431) och Södra Liang (397–414). Tillsammans med  Xiongnu, Di, Jie och Qiang benämndes Xianbei som en av Fem barbarer.